# Felix Roussel
Die Felix Roussel war ein 1931 in Dienst gestelltes Passagierschiff der französischen Reederei Messageries Maritimes. Sie verblieb bis 1955 im Liniendienst von Marseille nach Ostasien und fuhr anschließend bis 1958 als Arosa Sun zwischen Bremerhaven und Québec. Zuletzt lag die Arosa Sun als Hotelschiff in IJmuiden, ehe sie 1974 zum Abbruch nach Bilbao ging.

## Geschichte
Die Felix Roussel entstand in der Werft von Chantiers de l’Atlantique in Saint-Nazaire und lief am 17. Dezember 1929 vom Stapel. Nach der Ablieferung an Messageries Maritimes nahm das Schiff am 26. Februar 1931 den Liniendienst zwischen Marseille und Ostasien auf. Die Felix Roussel hatte zwei Schwesterschiffe: Die bereits 1931 auf der Rückreise ihrer Jungfernfahrt nach einem Brand gesunkene Georges Philippar sowie die 1944 als Teia Maru versenkte Aramis. Benannt war das Schiff nach Felix Roussel, Präsident der Reederei Messageries Maritimes zwischen 1914 und 1925.
1935 wurde die Felix Roussel auf 183 Meter verlängert. Ihre Tonnage erhöhte sich hierbei auf 17.083 BRT. Nach der Beschlagnahmung des Schiffes durch das britische Militär im Juli 1940 stand es als Truppentransporter unter Bereederung der Bibby Line im Einsatz. 1947 ging es an Messageries Maritimes zurück und nahm nach einem von 1948 bis 1950 andauernden Umbau im September 1950 wieder den zivilen Liniendienst auf.

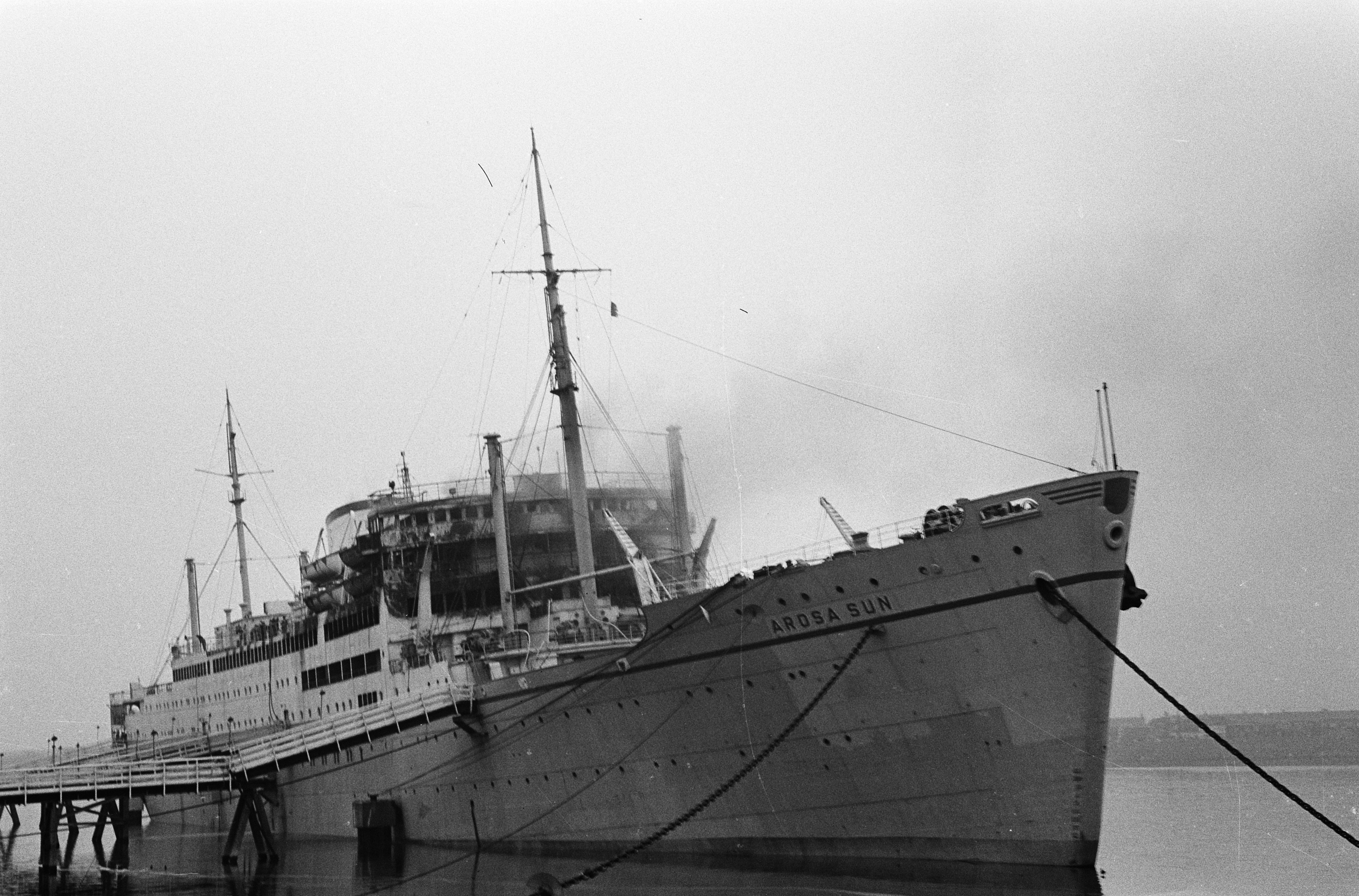
Die Arosa Sun nach dem Brand im April 1963

Im April 1955 ging die Felix Roussel nach 24 Dienstjahren in den Besitz der Arosa Line über und stand nach einem weiteren Umbau in Triest ab August 1955 als Arosa Sun zwischen Bremerhaven und Québec im Einsatz. Im Dezember 1958 musste der Liniendienst aufgrund von finanziellen Problemen der Reederei eingestellt werden. Die Arosa Sun wurde in Bremerhaven aufgelegt und nach Auflösung der Arosa Line im April 1959 von einer Schweizer Bank übernommen.
1960 ging das Schiff an die Kon. Nederlandsche Hoogoven & Staalfabrieken in IJmuiden, wo es am 27. September 1960 eintraf. 1961 nahm die Felix Roussel den Betrieb als Hotelschiff für die Arbeiter der Stahlfabrik auf. Im April 1963 wurde das Schiff bei einem Brand stark beschädigt, jedoch trotz seines Alters von bereits 32 Jahren repariert. Nach 13 Jahren als Hotelschiff in IJmuiden traf die Arosa Sun am 28. März 1974 zum Abbruch in der Abwrackwerft von Hierros Ardes in Bilbao ein.